# بودان-ويرفت

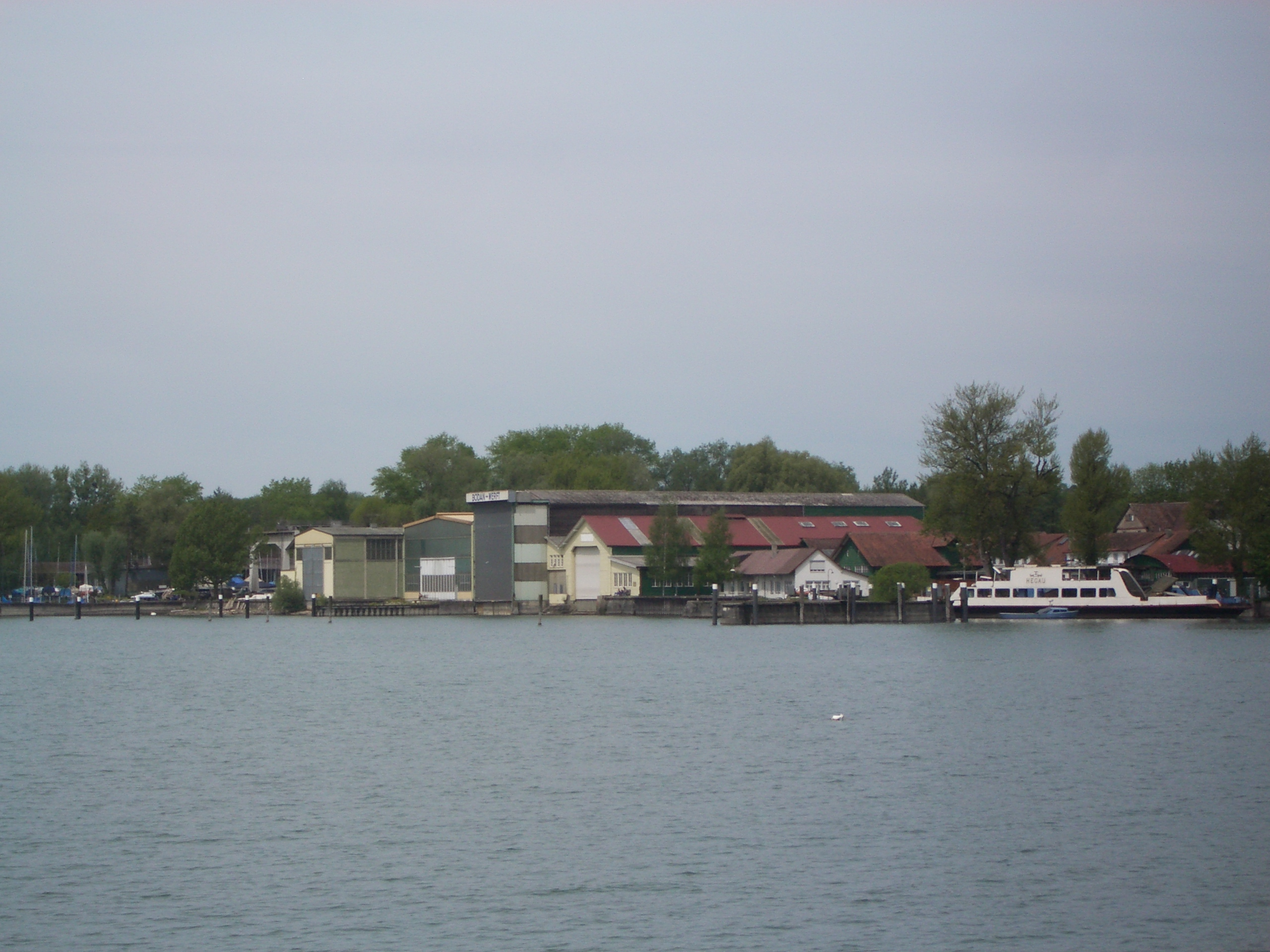
حوض بناء السفن

بودان-ويرفت هي شركة ألمانية وحوض بناء سفن سابق، يقع في ميناء كريسبرون على بحيرة كونستانس. تأسست الشركة في عام 1919 باعتبارها حوض بناء السفن، ولكن تم الانتهاء من أعمال بناء السفن في عام 2011.   
قامت الشركة ببناء العديد من العبارات وغيرها من السفن المستخدمة في البحيرات الأكبر لجبال الألب، بما في ذلك سفن الأسطول الأبيض على بحيرة كونستانس.   

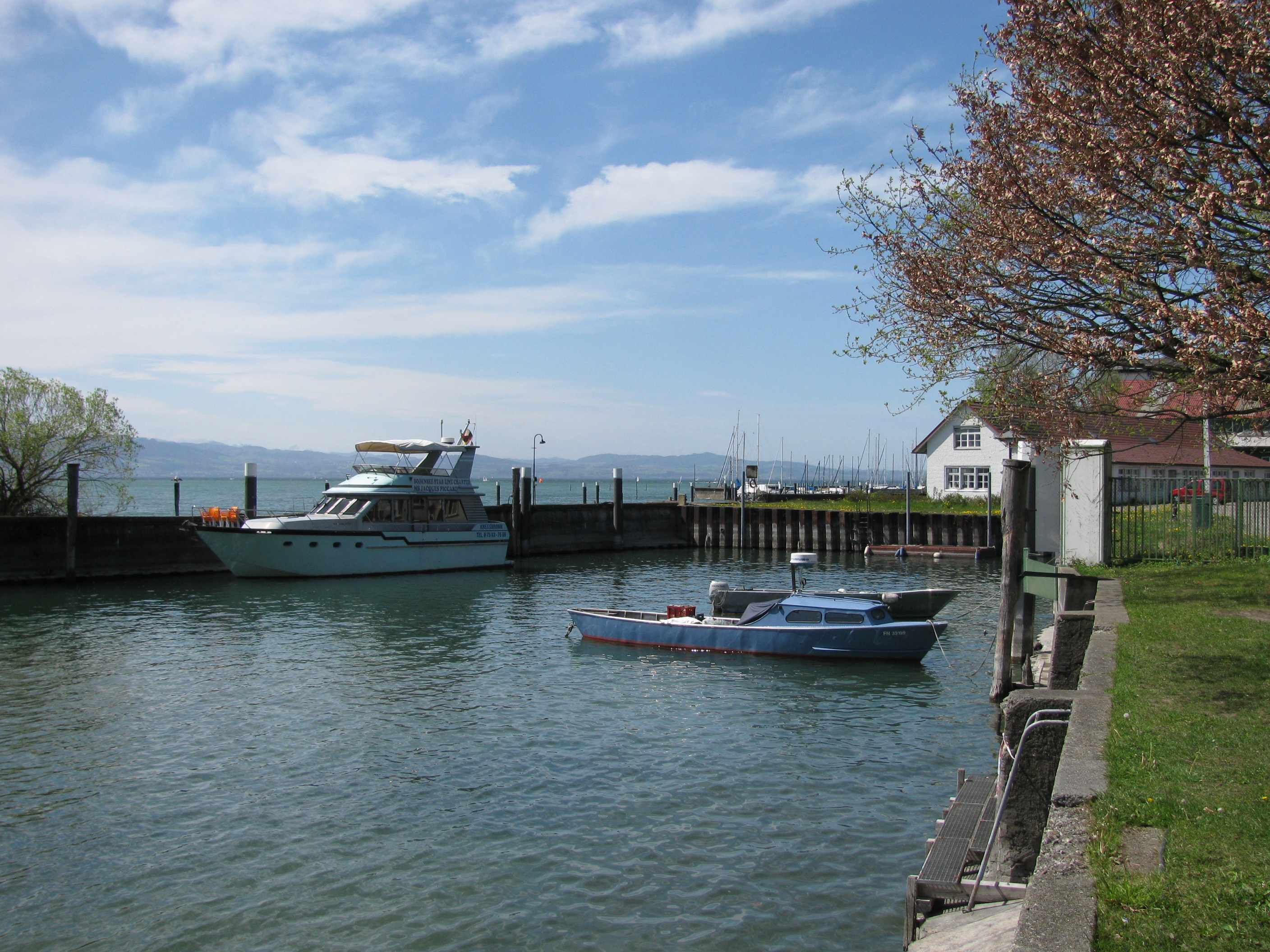
جزء من ميناء اليخوت

هناك خطط لإعادة بناء حوض بناء السفن لأغراض سكنية. 